# Arhanghelii (roman)
Arhanghelii (având ca subtitlu Roman din viața românilor ardeleni) este titlul unui roman scris de Ion Agârbiceanu în perioada în care a fost preot paroh la Biserica Sfântul Nicolae din Orlat. Romanul a apărut mai întâi în anul 1913 ca foileton în revista Luceafărul și a fost publicat apoi în volum la Sibiu în 1914.

## Prezentare
Romanul descrie aspecte din viața localnicilor dintr-o zonă auriferă din Munții Apuseni. Autorul cunoștea aceste împrejuări din perioada în care a fost preot paroh la Bucium-Șasa (1906-1910).
Întors pentru o scurtă vacanță în satul său natal, situat într-o regiune auriferă, studentul Vasile Mureșan, viitor preot, este adânc zguduit de schimbările și frământările prin care trece pașnicul sat ardelean.
Oamenii sunt mistuiți cu toții de febra îmbogățirii miraculoase.
Cel mai bogat este notarul Iosif Rodean, acționarul principal al minei aurifere Arhanghelii, un om aspru și orgolios, tiranic.
Încă din anii adolescenței, în inima lui Vasile a încolțit o tainică iubire pentru Elenuța, fata cea mică a notarului.
Sentimentul tainic dintre aceștia are ca obstacol setea de bogăție și putere a lui Rodean, care nu este de acord ca fiica sa să ia în căsătorie un tânăr sărac și fără viitor.
Însă Vasile, încurajat de sora sa, Mărioara, cât și de fratele Elenuței, care dezaprobă concepțiile tatălui său, notarul Iosif Rodean, se hotărăște în cele din urmă să învingă sfiala și să ceară mâna Elenuței.
Notarul, aspirând la un ginere mult mai bogat, îl respinge cu dispreț.
Prăbușirea lui Iosif Rodean este totuși inevitabilă.
Singurul care încearcă să se salveze din acest faliment este Gheorghe Pruncu, asociatul notarului, care întrevede decăderea și se retrage la timp din afacere.
Investind în continuare în săpături sortite eșcului, Rodean devine victima propriei sale lăcomii și ajunge să își piardă și o parte din locuințele sale pe care le amanetase.
Surorile Elenuței ajung pe drumuri dar sunt găzduite de Vasile, cu care în sfârșit devine ginerele notarului.
Un alt personaj, căruia aurul îi ia mințile, este primarul Cordean. Acesta se simte atras de secretara sa, Dochița, o femeie lacomă și fără scrupule, și devine violent față de soția sa de care se desparte.
Gheorghe Pruncu speculează cu abilitate situația și ajunge, asociindu-se cu actualul notar, primarul localității.
În final, îl vedem pe Rodean ajuns dezaxat, care lucrează de unul singur în mină visând încă la aurul mult dorit.
Fostul primar, Cordean, ajunge paralizat, trăind din mila Dochiței.

## Ecranizări
- Flăcări pe comori (1987), regia Nicolae Mărgineanu, cu Mircea Albulescu, Claudiu Bleonț și Magda Catone

## Traduceri
- în limba maghiară: Aranybánya, în traducerea lui Ernő Fodor, Marosvásárhely [Târgu Mureș], 1957.[2]